# Nederlands landskampioenschap voetbal 1910/11
Het Nederlands landskampioenschap voetbal van het seizoen 1910/11 werd beslist in twee kampioenswedstrijden tussen de kampioen van de westelijke afdeling Sparta en de Oostelijke GVC.
De Rotterdamse club won beide wedstrijden met de Wageningse club met 0-1 en 1-5 en werd de kampioen van Nederland.
| Wedstrijd    | Uitslagen    |
| ------------ | ------------ |
| GVC - Sparta | 0 - 1, 1 - 5 |

## Eindstanden

### Oost
| Positie | Club       | WG | W | G | V | P  | DS    |
| ------- | ---------- | -- | - | - | - | -- | ----- |
| 1.      | GVC        | 10 | 7 | 1 | 2 | 15 | 22-7  |
| 2.      | Quick      | 10 | 7 | 1 | 2 | 15 | 22-8  |
| 3.      | Vitesse    | 10 | 5 | 1 | 4 | 11 | 10-16 |
| 4.      | Wilhelmina | 10 | 3 | 2 | 5 | 8  | 12-16 |
| 5.      | PW         | 10 | 3 | 1 | 6 | 7  | 11-15 |
| 6.      | UD         | 10 | 1 | 2 | 7 | 4  | 9-24  |

### West
| Positie | Club      | WG | W  | G | V  | P  | DS    |
| ------- | --------- | -- | -- | - | -- | -- | ----- |
| 1.      | Sparta    | 20 | 14 | 3 | 3  | 31 | 68-21 |
| 2.      | VOC       | 20 | 10 | 8 | 2  | 28 | 47-27 |
| 3.      | Velocitas | 20 | 12 | 3 | 5  | 27 | 47-27 |
| 4.      | HBS       | 20 | 9  | 5 | 6  | 23 | 39-34 |
| 5.      | HFC       | 20 | 8  | 6 | 6  | 22 | 36-34 |
| 6.      | DFC       | 20 | 9  | 2 | 9  | 20 | 32-39 |
| 7.      | Haarlem   | 20 | 6  | 7 | 7  | 19 | 34-39 |
| 8.      | HVV       | 20 | 4  | 9 | 7  | 17 | 39-39 |
| 9.      | Quick     | 20 | 5  | 7 | 8  | 17 | 32-42 |
| 10.     | Hercules  | 20 | 2  | 2 | 14 | 8  | 20-53 |
| 11.     | 't Zesde  | 20 | 2  | 4 | 14 | 8  | 13-52 |

Nederlands landskampioenschap

1888/89 · 
1889/90 ·
1890/91 ·
1891/92 ·
1892/93 ·
1893/94 ·
1894/95 ·
1895/96 ·
1896/97 ·
1897/98 ·
1898/99 ·
1899/00 ·
1900/01 ·
1901/02 ·
1902/03 ·
1903/04 ·
1904/05 ·
1905/06 ·
1906/07 ·
1907/08 ·
1908/09 ·
1909/10 ·
1910/11 ·
1911/12 ·
1912/13 ·
1913/14 ·
1914/15 ·
1915/16 ·
1916/17 ·
1917/18 ·
1918/19 ·
1919/20 ·
1920/21 ·
1921/22 ·
1922/23 ·
1923/24 ·
1924/25 ·
1925/26 ·
1926/27 ·
1927/28 ·
1928/29 ·
1929/30 ·
1930/31 ·
1931/32 ·
1932/33 ·
1933/34 ·
1934/35 ·
1935/36 ·
1936/37 ·
1937/38 ·
1938/39 ·
1939/40 ·
1940/41 ·
1941/42 ·
1942/43 ·
1943/44 ·
1944/45 ·
1945/46 ·
1946/47 ·
1947/48 ·
1948/49 ·
1949/50 ·
1950/51 ·
1951/52 ·
1952/53 ·
1953/54
Betaald voetbal

Eerste klasse 1954/55 ·
Hoofdklasse 1955/56
Eredivisie

1956/57 · 1957/58 · 1958/59 · 1959/60 · 1960/61 · 1961/62 · 1962/63 · 1963/64 · 1964/65 · 1965/66 · 1966/67 · 1967/68 · 1968/69 · 1969/70 · 1970/71 · 1971/72 · 1972/73 · 1973/74 · 1974/75 · 1975/76 · 1976/77 · 1977/78 · 1978/79 · 1979/80 · 1980/81 · 1981/82 · 1982/83 · 1983/84 · 1984/85 · 1985/86 · 1986/87 · 1987/88 · 1988/89 · 1989/90 · 1990/91 · 1991/92 · 1992/93 · 1993/94 · 1994/95 · 1995/96 · 1996/97 · 1997/98 · 1998/99 · 1999/00 · 2000/01 · 2001/02 · 2002/03 · 2003/04 · 2004/05 · 2005/06 · 2006/07 · 2007/08 · 2008/09 · 2009/10 · 2010/11 · 2011/12 · 2012/13 · 2013/14 · 2014/15 · 2015/16 · 2016/17 · 2017/18 · 2018/19 · 2019/20 · 2020/21 · 2021/22 · 2022/23 · 2023/24 · 2024/25